# José Cândido da Silva (escritor)
José Cândido da Silva, de nome profissional José Cândido (Santana do Ipanema, 11 de março de 1927 — Aracaju, 25 de fevereiro de 2008) foi um escritor e compositor brasileiro, conhecido pela coautoria da música Carcará, com o músico João do Vale. 

## Biografia
José Cândido nasceu no Sítio Puxinanã, no município de Santana do Ipanema, em Alagoas, filho dos pequenos agricultores Enoque Alves da Silva e Quitéria Carneiro da Silva. Aos 18 anos, em 1945, mudou-se para Aracaju, onde morou com um tio e trabalhou como operário. Cinco anos depois, já casado com Celina Mecenas, foi para o Rio de Janeiro, onde viveu quase 40 anos, tendo trabalhado 12 anos como condutor de bonde da Light. 
Depois de ter assistido a uma apresentação de Luiz Gonzaga na Rádio Nacional, começou a escrever versos e compor baiões. Suas primeiras composições foram gravadas em 1955 pelo cantor potiguar Aldair Soares. Em seguida conheceu João do Vale, na Praça Tiradentes, e tornou-se seu parceiro em onze músicas. Carcará, composta pela dupla em 1964, fez parte do show Opinião, e foi o marco inicial da carreira da cantora Maria Bethânia, tornando-se um dos símbolos musicais da resistência à ditadura militar. 
José Cândido teve mais de 80 composições gravadas, entre elas O cabelo da boneca, Morena do grotão, Pé do lageiro e Ouricuri. A trilha sonora do filme No Mundo da Lua (1958), dirigido por Roberto Farias, teve três músicas da sua parceria com João do Vale: Aroeira, Machucado e O segredo do sertanejo, aparentemente cantadas pelo ator Reginaldo Faria, mas com a voz de Evaldo Gouveia.
Em 1989, já aposentado, José Cândido retornou a Santana do Ipanema e, em 1992, mudou-se para Aracaju, onde fixou residência. Em 1997 escreveu uma autobiografia, O menino de Puxinanã. Em 2001 publicou um segundo livro, o romance de cenário nordestino O querubim. 
Morreu em 2008, aos 80 anos, por falência de múltiplos órgãos.  